# Kurt Koch (Fußballtrainer)
Kurt Koch (* 2. November 1919; † 9. November 2000) war ein deutscher Fußballtrainer. Sein größter Erfolg war das Erreichen des Finalspiels um den Europapokal der Pokalsieger 1967/68 mit dem Hamburger SV.

## Werdegang
Zu den ersten Stationen seiner Karriere gehörten der 1. SSV Ulm, die Spfr. Saarbrücken sowie der Ober- und Regionalligist VfB Oldenburg, den er zwischen 1960 und 1965 betreute. Nach einer Erkrankung seiner Frau zog er im Sommer 1965 ein Zusage zur Rückkehr nach Ulm, dieses Mal zur TSG Ulm 1846, zurück, und verabschiedete sich kurzzeitig vom Fußball. Stattdessen unterrichtete er als Sportlehrer am Gymnasium in niedersächsischen Nordenham, ehe er zur Saison 1966/67 in den Fußball zurückkehrte und das Traineramt beim Regionalligisten Altona 93 übernahm. Dort ließ die Mannschaft mit dem 2:1-Erstrundenerfolg über den seinerzeitigen Rekordmeister 1. FC Nürnberg im DFB-Pokal 1966/67 aufhorchen, in der nächsten Runde schied der Klub im Lokalderby gegen den Hamburger SV mit einer deutlichen 0:6-Niederlage aus.
In den beiden Spielzeiten 1967/68 und 1968/69 wechselte Koch als Nachfolger von Josef Schneider zum Bundesligisten Hamburger SV. Unter Schneider hatte der Klub das Finale im DFB-Pokal 1966/67 erreicht und dieses zwar gegen den FC Bayern München verloren, da die Münchner jedoch als Titelverteidiger des Europapokals der Pokalsieger 1966/67 für den Europapokal der Pokalsieger 1967/68 qualifiziert waren, nahm der HSV aber ebenfalls teil. Während in der Bundesliga nur der 13. Tabellenplatz erreicht wurde (wobei Manager Georg Knöpfle am Saisonende kurzzeitig als Trainer einsprang), zog die Mannschaft – als vierter DFB-Vertreter in Folge – ins Europapokalendspiel 1968 ein. Dort waren die Hanseaten dem italienischen Vertreter AC Mailand rund um den zweifachen Torschützen Kurt Hamrin mit 0:2 unterlegen. Im Frühjahr 1969 übernahm Knöpfle die Trainingsarbeit des seinerzeit auf dem zweiten Tabellenplatz liegenden HSV, Koch schloss sich in der folgenden Saison 1969/70 dem Nord-Regionalligisten SV Arminia Hannover an. Anschließend kehrte er als Nachfolger von Emil Izsó erneut zum VfB Oldenburg zurück. Am Ende der Spielzeit 1970/71 stieg der Klub aus der Zweitklassigkeit ab, anschließend trennten sich die Wege.